# Дьюк, Митчелл
Митчелл Дьюк (род. 18 января 1991, Ливерпул, Новый Южный Уэльс, Австралия) — австралийский футболист, нападающий японского клуба «Матида Зельвия» и сборной Австралии.

## Клубная карьера
Дьюк родился в Ливерпуле, городе на юго-западе Сиднея. Свою футбольную карьеру он начал в «Парраматта Иглз», а затем, спустя год, оказался в «Сентрал Кост Маринерс», команде города Госфорд. Он дебютировал за команду и забил свой первый гол за неё в матче против «Голд-Кост Юнайтед» (3:1).
24 января 2012 года Дьюк подписал свой первый контракт — на два года с первой командой «Сентрал Кост Маринерс». В сезоне 2012/13 он забил 6 голов в 21 матче. В сезоне 2013/14 результативность Дьюка упала до 3 голов в 29 матчах, а в 2014/15 — 3 голов в 15 матчах.
9 февраля 2015 года стало известно, что Дьюк летит в Японию, чтобы заключить контракт с «Симидзу С-Палс».
В апреле 2016 года он порвал крестообразные связки и выбыл из футбола на 6 месяцев.
В декабре 2018 года, после четырёх сезонов с японским клубом, Дьюк вернулся в Австралию. 25 января 2019 года стало известно, что футболист заключил контракт с «Уэстерн Сидней Уондерерс».
22 августа 2020 года Дьюк подписал двухлетний контракт с клубом чемпионата Саудовской Аравии «Аль-Таавун».
1 февраля 2021 года вернулся в «Уэстерн Сидней Уондерерс», отправившись в аренду на оставшуюся часть сезона 2020/21.

## Карьера в сборной
Дьюк впервые был вызван в национальную сборную в июле 2013 года на Кубок Восточной Азии по футболу. Его дебют состоялся в первом матче турнира — против Южной Кореи. Свой первый гол за сборную Австралии Дьюк забил в следующем матче против Японии, в котором Австралия проиграла со счетом 2:3. Отличился голом и в следующем матче против сборной Китая (3:4).
26 ноября 2022 года забил свой первый гол на чемпионате мира посвятив его сыну Джексону изобразив букву J.
| Австралия | Австралия | Австралия |
| Год       | Матчи     | Голы      |
| --------- | --------- | --------- |
| 2013      | 4         | 2         |
| 2019      | 2         | 0         |
| 2021      | 9         | 5         |
| 2022      | 8         | 2         |
| Всего     | 23        | 9         |

## Достижения
«Сентрал Кост Маринерс»
- Победитель плей-офф Эй-лиги: 2012/13